# Daily News and Analysis

Daily News and Analysis (DNA) — индийская ежедневная газета на английском языке. Публикуется в Мумбаи, Ахмедабаде, Пуне, Джайпуре и Бангалоре. Основана в 2005 году и нацелена на молодёжную аудиторию. DNA принадлежит Diligent Media Corporation. По данным Indian Readership Survey в 2008 году читательская аудитория газеты составила 676 000 человек — 8-е место среди ежедневных газет Индии. В Мумбаи DNA является второй самой читаемой широкоформатной газетой. Разовый тираж газеты в 2007 году составлял 400 000 экземпляров.